# Municipio de Mexquitic de Carmona
Mexquitic de Carmona es uno de los 59 municipios que constituyen el estado mexicano de San Luis Potosí; su nombre se interpreta como Lugar de Mezquites. Se encuentra localizado al oeste del estado y aproximadamente a 22 kilómetros de la ciudad de San Luis Potosí. Cuenta con una extensión territorial de 882.36 km².

## Descripción geográfica

### Ubicación
Mexquitic de Carmona se localiza al oeste del estado entre las coordenadas geográficas 22º 16’ de latitud norte, y 101 07’ de longitud oeste; a una altitud promedio de 2020 metros sobre el nivel del mar.
El municipio colinda al norte con el municipio de Ahualulco; al este con San Luis Potosí; al sur con los municipios de Villa de Arriaga y San Luis Potosí; y al oeste con el estado de Zacatecas.

### Orografía e hidrografía
Sus principales elevaciones son la sierra de San Miguelito; y los cerros: Perro Grande, la Cuchilla, los Venados, la Mina, el Punto, el Agua Azul, el cerro Grande, la Cruz y el cerro la Mesota. Sus suelos se formaron en la era Mesozoica, su uso principalmente es ganadero, forestal y agrícola. El municipio pertenece a la región hidrológica El Salado. No cuenta con recursos hidrológicos importantes, sin embargo, cuenta con varias corrientes subterráneas, las cuales se destinan para el riego de cultivos. Además cuenta con pequeños arroyos de afluente temporal.

### Clima
Debido a su ubicación, posee un clima hostil, el cual se define como seco estepario; no posee cambio térmico invernal bien definido. La temperatura media anual es de 17.2°C, la máxima se registra en el mes de mayo (40 °C) y la mínima se registra en enero (8.5 °C). El régimen de lluvias se registra entre los meses de abril y septiembre, contando con una precipitación media de 360.6 milímetros.

## Demografía
La población total del municipio de Mexquitic de Carmona es de 58 469 habitantes, lo que representa un crecimiento promedio de 0.92 % anual en el período 2010-2020 sobre la base de los 53 442 habitantes registrados en el censo anterior. Al año 2020 la densidad del municipio era de 66,66 hab/km².
| Gráfica de evolución demográfica de Municipio de Mexquitic de Carmona entre 2000 y 2020 |
|                                                                                         |
| Fuente: Instituto Nacional de Estadística Geografía e Informática                       |

En el año 2010 estaba clasificado como un municipio de grado bajo de vulnerabilidad social, con el 18.25 % de su población en estado de pobreza extrema.
La población del municipio está mayoritariamente alfabetizada (9.07% de personas analfabetas al año 2010), con un grado de escolarización en torno de los 7 años. Solo el 0.41% de la población se reconoce como indígena.
El 90.41% de la población profesa la religión católica. El 5.63% adhiere a las iglesias Protestantes, Evangélicas y Bíblicas.

### Localidades
Según el censo de 2010, la población del municipio se distribuía entre 117 localidades, de las cuales 81 eran pequeños núcleos urbanos de menos de 500 habitantes.
Las localidades con mayor número de habitantes y su evolución poblacional son:
| Localidad                                 | Población 2010 | Población 2020 |
| Total Municipio                           | 53 442         | 58 469         |
| Agua Señora                               | 1123           | 1345           |
| Cerrito de Jaral                          | 1131           | 1,52           |
| Cerrito de Maravillas                     | 602            | 656            |
| Colonia Emiliano Zapata (El Chamizal)     | 576            | 570            |
| Comunidad Corte Primero                   | 1717           | 1468           |
| Comunidad de Corte Segundo                | 1351           | 1338           |
| Derramaderos                              | 532            | 575            |
| Ejido de Moras                            | 508            | 701            |
| El Carrizal                               | 1081           | 1083           |
| El Jaralito                               | 828            | 1040           |
| El Palmar Primero                         | 1016           | 1005           |
| Estanzuela                                | 1379           | 1572           |
| Guadalupe Victoria                        | 1153           | 1493           |
| La Campana                                | 683            | 873            |
| La Colorada                               | 771            | 953            |
| La Loma                                   | 662            | 790            |
| Las Moras                                 | 733            | 832            |
| La Tapona                                 | 811            | 814            |
| Los López                                 | 460            | 567            |
| Los Moreno                                | 881            | 1013           |
| Los Retes                                 | 560            | 612            |
| Los Vázquez                               | 836            | 1134           |
| Maravillas                                | 1525           | 1723           |
| Matancillas                               | 602            | 655            |
| Mexquitic de Carmona (Cabecera municipal) | 1428           | 1567           |
| Milpillas                                 | 580            | 608            |
| Monte Obscuro                             | 1771           | 2028           |
| Paisanos                                  | 1444           | 1104           |
| Paso Blanco                               | 1020           | 1061           |
| Pollitos                                  | 466            | 571            |
| Puerto de Providencia                     | 1265           | 1314           |
| Ranchería de Guadalupe                    | 947            | 1043           |
| Rincón del Porvenir                       | 1162           | 1245           |
| Rincón de San José                        | 644            | 646            |
| San Agustín                               | 455            | 504            |
| San Francisco (Lomas de San Francisco)    | 797            | 773            |
| San Marcos (San Marcos Carmona)           | 2641           | 3628           |
| San Pedro Ojo Zarco                       | 701            | 813            |
| Suspiro Picacho                           | 1479           | 1618           |

## Historia

### Historia de Cerro Prieto y su Hacienda
Se desconoce la fecha exacta de fundación de Cerro Prieto como hacienda, pero se sabe que a finales del siglo XVIII, cuando Félix María Calleja del Rey era el comandante en jefe de tres bandos realistas.
los dos regimientos provinciales de “dragones” de San Luis y San Carlos, acantonados en San Luis Potosí, Charcas y Matehuala, así como del grupo de caballería del Nuevo Santander, establecido en Rioverde– varios hacendados de la región donaron caballada para tales regimientos. Entre otros, destaca Ana María de la Campa y Cos (también citada como María Anna de Berrio y de la Campa y Cos), condesa de San Mateo de Valparaíso y 2.ª marquesa del Jaral de Berrio, cuya hacienda principal era Xaral de Berrio y, entre otras, era propietaria de La Ventilla, Ordeña de Matapulgas, San Andrés de El Cubo, San Martín, San Onofre, Santa Rosa, Trasquila de Gallinas, Sierra Hermosa y Cerro Prieto.
Aunque en la actualidad Cerro Prieto pertenece al municipio de Mexquitic, SLP, la historia de Ahualulco consigna que hacia la segunda mitad del siglo XIX existían varias haciendas adentro de sus colindancias municipales: La Parada (la más extensa e importante), Corte Segundo, San Juan, Santa Teresa y Cerro Prieto.
Debido a su ubicación y dueños, la historia de￼Cerro Prieto es muy diferente a la de La Parada o de Corte Segundo. Pese a ser la única en el municipio de Mexquitic de Carmona, su historia está más ligada a las haciendas guanajuatenses o zacatecanas anexas a la de Jaral de Berrio. Hacia finales del siglo XIX, Cerro Prieto era algo así como una pequeña industria mezcalera y agropecuaria que producía todo lo necesario para el sustento de sus habitantes, mientras que el usufructo iba a las arcas de la familia Moncada (dueña de Jaral de Berrio).

## Cultura

### Sitios de interés
- El Parque Zoológico De San Luis Potosí.
- Museo de Historia Natural "Don José Vilet Brullet"
- Templo de San Miguel Arcángel.
- Presa Álvaro Obregón. En la Cabecera Municipal.
- La Sauceda.
- Presa la Tapona.
- Presa Santa Genoveva.
- Ex Hacienda Valle Umbroso.
- Santuario del Desierto.
- La Hacienda de Cerro Prieto.
- Centro histórico.
- Ex Hacienda de Corte Segundo
- Hacienda la parada.
- Monumento a Damián Carmona. En la localidad de Sas Marcos Carmona.
- Monumento a Patricio Jiménez. En la localidad de El Porvenir.
- Presa de Rivera. En la localidad de Rivera, parte de la Sierra de San Miguelito.

### Fiestas
Fiestas civiles
- Aniversario de la Independencia de México: 16 de septiembre.
- Aniversario de la Revolución mexicana: El 20 de noviembre.

Fiestas religiosas
- Semana Santa: jueves y viernes Santos. Se realiza un "Viacrucis Viviente" desde la Iglesia de la cabecera municipal hacia el Cerro de la Cámara, se lleva a cabo una Muestra Gastronómica con los platillos típicos de esta región como son las gorditas de horno, del comal, barbacoa, carnitas, mole, quiote, las biznagas entre otros.
- Día de la Santa Cruz: 3 de mayo.
- Fiesta en honor de la Virgen de Guadalupe en la comunidad de Guadalupe Victoria: 12 de diciembre.
- Día de Muertos: 2 de noviembre.
- Fiesta patronal a San Miguel Arcángel: 29 de septiembre.
- Fiesta en honor a la Virgen de Guadalupe en el desierto, donde se lleva a cabo una de los actos más representativos de San Luis Potosí a la fe mariana, donde también se encuentra una de las imágenes más antiguas de la virgen de Guadalupe en México.
- Fiesta en honor a la Virgen de Guadalupe 4 de junio. Parroquia San Marcos Evangelista de comunidad de San Marcos Carmona, se benera y celebra la aparición de la Santisíma Virgen de Guadalupe, esta aparición fue el 4 de junio de 1923 y cuenta con más de cien años de historia. Esta fiesta destaca por ser una de las más concurridas por los fieles y más grandes a nivel municipal.

### Ferias regionales
- FEREMEX: Feria regional más importante del municipio donde se realizan eventos de alta calidad y donde se presentan artistas hasta de nivel nacional.
- FEREPA: Feria regional de paisanos, es una de las fiestas religiosas que se lleva a cabo en la comunidad de paisanos donde se festeja a "El inmaculado corazón de maría" y donde existen eventos como las tradicionales peregrinaciones además de carreras en bicicletas de montaña.

FERECOP: feria reginal de corte primero del día 2 de diciembre al 13 de diciembre donde se festeja a la virgen de guadalupe

## Gobierno
Su forma de gobierno es democrática y depende del gobierno estatal y federal; se realizan elecciones cada 3 años, en donde se elige al presidente municipal y su gabinete. El municipio cuenta con 119 localidades, las cuales dependen directamente de la cabecera del municipio, las más importantes son: Mexquitic de Carmona (cabecera municipal), Maravillas, La Tapona, Agua Prieta, Barbecho Benito Juárez, Buenavista, Cenicera, El Cerrito, Cerrito del Jaral, Cerrito de Maravillas, Cerro Prieto, Ejido Miguel Hidalgo, La Colorada, Monte Obscuro, Contreras, Comunidad Corte Primero, Comunidad de Corte Segundo, Derramaderos, Estanzuela, Ranchería de Guadalupe, Colonia Guadalupe, Rincón de San José, Picacho, Guadalupe Victoria  y Ex-Hacienda La Parada.

### Personas destacadas
- Manuel Lara Hernández, escritor.
- Damián Carmona, militar.
- Maximino Hernández Ruiz, Profesor.
- François I. Martínez, cantante de ópera

## Hermanamiento
La ciudad de Mexquitic de Carmona está hermanada con una ciudad:
- San Juan Totolac, México (2014)[12]